# はす池均
𨂊池 均（はすいけ ひとし、1945年11月1日 - 2008年6月30日）は、北海道旭川市出身のプロ野球審判員。審判員袖番号は21（1977年から1990年引退まで、1991年以降佐藤純一がつけている）。

## 来歴・人物
旭川龍谷高から札幌トヨペットを経て、1973年まで母校の監督を務めて、同年には同校初の甲子園出場も経験。また北海道で高校野球の審判も務めた。
1975年にパ・リーグ審判部に入局し、1990年まで現役をつとめた。日本シリーズの出場経験はないが、オールスターには1986年と1990年の2回出場している。1990年に引退した後は、郷里の旭川に帰っていた。通算出場試合は1023試合。
𨂊（はす）の文字（足偏に周）は第四水準漢字であり、Windows VistaやmacOSなどのJIS X 0213に対応した環境であれば使用可能だが、一昔前の日本語ソフトを使用したパソコン上で表記することは困難である。また、通常の漢字辞典にもほとんど掲載されていない難字である（日本野球機構のHPなどには「跚池」と記載されているが、この漢字は間違い）。日本プロ野球審判界きっての珍しい苗字といえる。